# ویتون اون د هیل
 ویتون اون د هیل
ویتون اون د هیل (به انگلیسی: Wyton on the Hill) یک روستا و محله مدنی در بریتانیا است که در هانتینگدونشر واقع شده‌است. ویتون اون د هیل ۹۶۴ نفر جمعیت دارد.